# Andrzej Kołakowski (filozof)

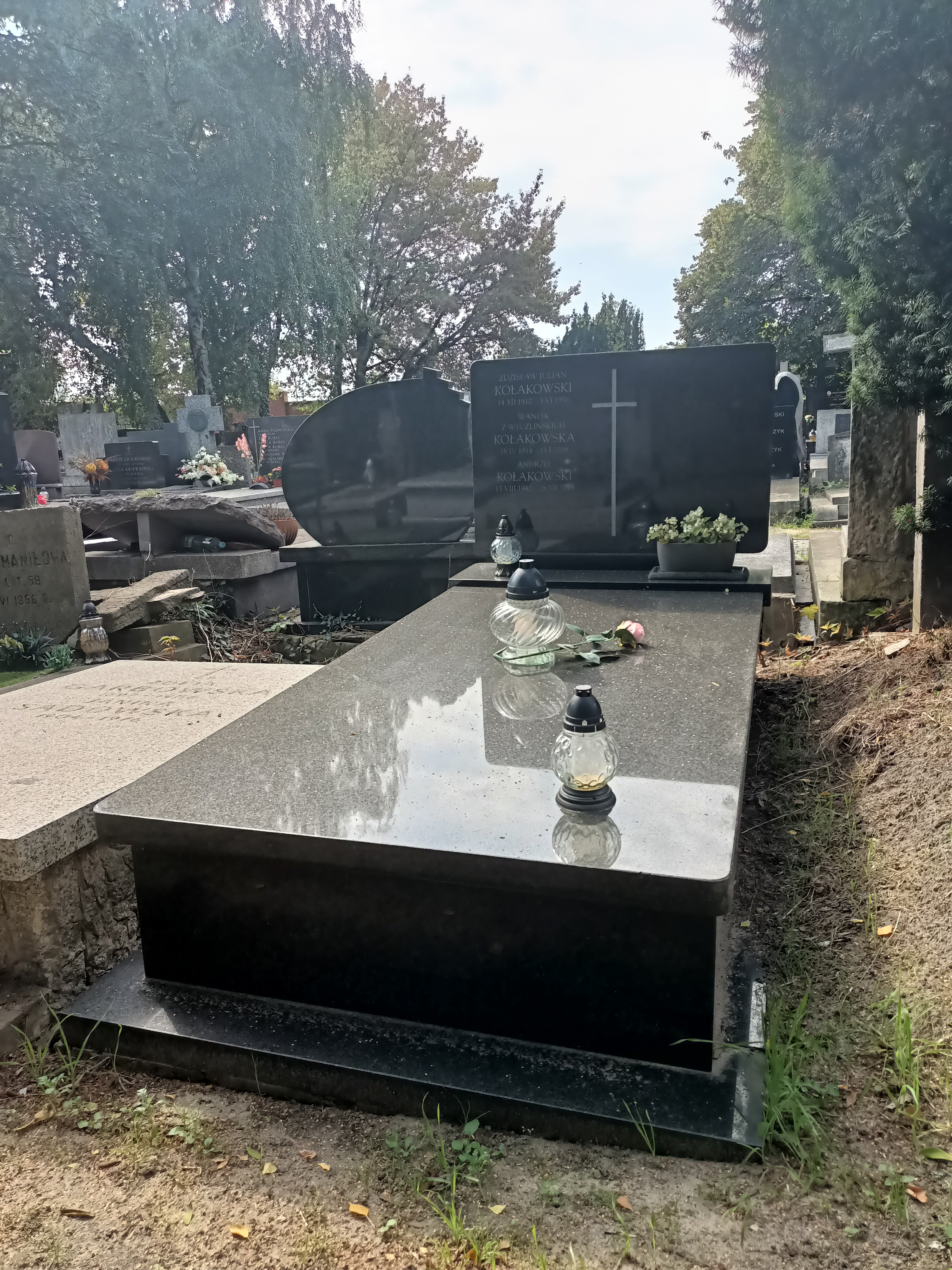
Grób Andrzeja Kołakowskiego na Cmentarzu Powązkowskim

Andrzej Kołakowski (ur. 13 sierpnia 1942, zm. 28 grudnia 2015 w Warszawie) – polski filozof, wieloletni pracownik Instytutu Filozofii Uniwersytetu Warszawskiego.
W wyborach parlamentarnych w 1993 bez powodzenia ubiegał się o mandat poselski w okręgu warszawskim z listy Unii Pracy. 
Syn Zdzisława i Wandy. Pochowany w grobowcu rodzinnym na warszawskich Powązkach.

## Prace
- Życie-Kultura-Cywilizacja, Historiozofia Oswalda Spenglera jako wyraz kryzysu i krytyki kultury (1976);
- Uspołecznić państwo! (1981, razem z Jerzym Łozińskim);
- Spengler (1981);
- Koncepcja cywilizacji Erazma Majewskiego (1985);
- (redakcja) Oswald Spengler, Historia, kultura, polityka (1990);
- Biblioteka polska (2007).